# بری واتسون (هنرپیشه)
 بری واتسون (انگلیسی: Barry Watson؛ زاده ۲۳ آوریل ۱۹۷۴) یک هنرپیشه اهل ایالات متحده آمریکا است.
از فیلم‌های معروف او می‌توان به بازی در فیلم خواهری پسران و آموزش خانم تینگل اشاره کرد.